# Референдум в Лихтенштейне (1945)
Конституционный референдум в Лихтенштейне по увеличению количества членов Ландтага проходил 18 марта 1945 года. Предложение было отклонено 79,2 % голосов.

## Контекст
Конституционный референдум проводился для введения поправки, согласно которой увеличивалось количество мест Ландтага с 15 до 21.
Это был факультативный референдум парламентского происхождения. Ландтаг 8 марта 1945 года принял решение о внесении законопроекта на голосование в соответствии со Статьями № 66 и № 111 Конституции о референдумах и поправках к Конституции. Законопроект предусматривал сохранение соотношения 60/40 между количеством мест, выделяемых для Оберланда (Верхний Лихтенштейн) и Унтерланда (Нижний Лихтенштейн). При этом количество мест для Верхнего Лихтенштейна повышалось с 9 до 13, а для Нижнего Лихтенштейна — с 6 до 8 мест.

## Результаты
| Выбор                               | Голоса | %    |
| ----------------------------------- | ------ | ---- |
| За                                  | 498    | 20,8 |
| Против                              | 1 899  | 79,2 |
| Недействительных/пустых бюллетеней  | 93     | –    |
| Всего                               | 2 490  | 100  |
| Зарегистрированных избирателей/Явка | 3 076  | 80,9 |
| Источник: Démocratie Directe        |        |      |